# Kamenica
Kamenica és un poble i municipi d'Eslovàquia. Es troba a la regió de Prešov, al nord del país.

## Història
La primera referència escrita de la vila data del 1248.

## Demografia
| Godina             | 1994 | 2004   | 2014   | 2024   |
| ------------------ | ---- | ------ | ------ | ------ |
| Nombre de persones | 1815 | 1868   | 1817   | 1791   |
| Diferència         |      | +2,92% | −2,73% | −1,43% |

| Godina             | 2023 | 2024  |
| ------------------ | ---- | ----- |
| Nombre de persones | 1800 | 1791  |
| Diferència         |      | −0,5% |